# Mecher (Lac de la Haute-Sûre)
|  | Aquest article tracta sobre el poble de Lac de la Haute-Sûre. Si cerqueu el poble de Clervaux, vegeu «Mecher (Clervaux)». |

Mecher (en luxemburguès: Meecher; en alemany: Mecher) és una vila i centre administratiu de la comuna de Lac de la Haute-Sûre situada al districte de Diekirch del cantó de Wiltz. Està a uns 39 km de distància de la ciutat de Luxemburg.

## Història
Mecher era una comuna abans de l'1 de gener 1979 quan es va fusionar amb Harlange per formar la comuna de Lac de la Haute-Sûre.